# Hörselben

Hörselbenen i mellanörat. Malleus = hammaren, Incus = städet, Stapes = stigbygeln

Hörselbenen är de små ben i örat som överför vibrationerna på trumhinnan till ovala fönstret. Med hjälp av hävstångsprincipen sker en viss utväxling. Till Hörselbenskedjan räknas hammaren, städet och stigbygeln. Hörselbenen finns i mellanörat.